# Tolistobogier
Die Tolistobogier (gr. Τολιστοβόγιοι, auch Τολιστοάγιοι, lat. Tolistobogii) waren ein keltischer Stamm, der, in Kleinasien beheimatet, zu den Galatern gehörte.

## Geschichte
279/8 v. Chr. zogen die Tolistobogier zusammen mit den Trokmern unter der Führung von Leonnorios durch Thrakien. Ihr Ziel war das Gebiet von Byzantion, wo sich die Kelten niederließen. Hier wurden die Tolistobogier von Nikomedes I. als Bundesgenossen angeworben. Nach 275/4 v. Chr. besetzten die Tolistobogier Nordwest-Phrygien. Städtisches Zentrum wurde Gordion und blieb es bis 189 v. Chr. Ihr Territorium erstreckte sich in dieser Zeit vom Axylos im Süden bis zum Becken von Bolu im Norden und bis zur Region Ankara-Haymana im Osten. Der Stamm war in vier Fürstentümer (Tetrarchien) organisiert.
Die Tolistobogier wurden von den Seleukiden seit Antiochos Hierax gegen das Reich von Pergamon unter den Attaliden eingesetzt. Allerdings waren nur drei der vier Tetrarchien mit den Seleukiden im Kampf gegen Pergamon und damit auch deren Verbündeten, den Römern, verbündet. Nach 238 v. Chr. besiegten die Pergamener unter Attalos I. die Tolistobogier an den Quellen des Kaīkos. Um 230 schlug er sie, die Tektosagen und die Seleukiden am Aphrodision. 189 v. Chr. wurden die Kelten von einem Heer unter Gnaeus Manlius Vulso am Olympos geschlagen. 184/3 v. Chr. unterlagen die Tolistobogier unter der Führung eines ihrer Tetrarchen, Ortiagon, den Pergamenern unter Eumenes II. 179 v. Chr. verloren sie das Becken von Bolu an Bithynien.
Im späten 2. Jahrhundert v. Chr. versuchte mit Sinorix einer der Tetrarchen, die Vorherrschaft über die Tolistobogier zu gewinnen. Doch erst sein Sohn Deiotaros wurde Alleinherrscher, nachdem 86 v. Chr. Mithradates VI. ein Massaker unter dem Adel der galatischen Tetrarchen durchführen ließ, wodurch er schließlich auch die Herrschaft über die Keltenstämme der Trokmer und Tektosagen erringen konnte. Das Ende des Trokmerreiches kam mit der Errichtung der römischen Provinzen Galatia, Germa und Bithynia, der Metropolis Ankyra und der Polis Pessinus, unter denen das Territorium der Tolistobogier aufgeteilt wurde.

## Fürsten der Tolistobogier
- Leonnorios (279–271)
- Eposognatos (189)
- Ortiagon (189–183)
- Paidopolites (ab 183), Sohn von Ortiagon und Chiomara
- Sinatos (2. Hälfte 2. Jahrhundert), Mann der Artemispriesterin Kamma
- Sinorix, ermordete Sinatos, wurde aber danach von Kamma vergiftet
- Deiotaros Philorhomaios (86–40); Sohn von Sinorix
- Deiotaros II. Philopator (zusammen mit seinem Vater Deiotaros Philorhomaios)